# Althochdeutsche Literatur
Zur althochdeutschen Literatur werden alle Textzeugnisse gerechnet, die im hochdeutschen Sprachraum zwischen etwa 750 und 1050 entstanden. Dazu gehören im engeren Sinn hochdeutsche Texte in alemannischer und bairischer Schreibsprache sowie Texte in Altrheinfränkisch, Altmittelfränkisch, Altostfränkisch, Altsüdrheinfränkisch. Auch die überlieferten, wenig zahlreichen Texte in der Langobardischen Sprache zählen zur althochdeutschen Literatur.

## Nach Jahrhunderten gegliedert

### 8. Jahrhundert
Unter Karl dem Großen (768–814) sind die ersten Zeugnisse der deutschen Literatur verzeichnet, die von schreibkundigen Mönchen in den Skriptorien einzelner Benediktinerklöster überliefert wurden.
Als deutsche Literatur werden dabei alle Texte in althochdeutscher Schriftsprache verstanden, also auch die zunächst überlieferten deutschen Übersetzungen lateinischer Texte in Form von Glossen, Interlinearversionen, Wörterbüchern sowie kirchlichen Gebrauchstexten (Tauf-, Beicht-, Gebetsformeln, Benediktinerregel, Psalmen, Bibeltexten).
Wichtige Textzeugnisse, die im 8. Jahrhundert entstanden, sind:
- Abrogans (um 750)
- Merseburger Zaubersprüche (um 750)
- Hildebrandslied (1. Hälfte 9. Jahrhundert)
- Hammelburger Markbeschreibung (777)
- Würzburger Markbeschreibungen (779)
- Wessobrunner Gebet (um 790)
- Althochdeutscher Isidor (um 790)
- Weißenburger Katechismus

### 9. Jahrhundert
Im 9. Jahrhundert kommen volkssprachliche Dichtungen hinzu: Otfrids Evangelienharmonie, aber auch die Lobpreisung eines christlichen Königs im Ludwigslied.
Wichtige Textzeugnisse, die im 9. Jahrhundert entstanden, sind:
- Kasseler Gespräche (um 810)
- Althochdeutscher Tatian (um 830)
- Straßburger Eide (842)
- Petruslied (um 850)
- Otfrid von Weißenburg (um 863 oder 871)
- Muspilli (um 870)
- Georgslied (um 880)
- Ludwigslied (881/882)

### 10. Jahrhundert
Im 10. Jahrhundert verstummt die deutsche Literatur fast völlig, es entstehen lediglich unbedeutende Sprichwörter, Segenssprüche und Reimverse. Stattdessen blüht jenseits der Alpen eine mittellateinische Literatur auf. Lediglich die umfangreichen Übersetzungen des St. Gallner Mönchs Notker Labeo (um 950 – 1022) von antiken Philosophen in eine Form des Althochdeutschen bilden hier eine bedeutende Ausnahme.

## Nach Schreibregionen gegliedert
Die folgende Liste beinhaltet die Primärquellen althochdeutscher Varietäten, von Norden nach Süden gereiht. In dieser Zeit ist nur in den südlichsten Idiomen (Altalemannisch, Altbairisch, Langobardisch) die zweite Lautverschiebung vollständig umgesetzt.

### Altrheinfränkisch
- AG Augsburger Gebet (zwischen 875 und 900)
- BI Binger Inschrift (zwischen 975 und 1000)
- FG/FrG Fränkisches Gebet (821, altrheinfränkisch und vielleicht teilweise altbairisch)
- KV Kicila-Vers (unsicher: zwischen 1025 und 1075, Reichenau, altrheinfränkisch, altalemannisch)
- L/LL Ludwigslied (unsicher: 882, Niederlothringen, altrheinfränkisch)
- LB Lorscher Beichte (unsicher: zwischen 875 und 900, Lorsch, unsicher: altrheinfränkisch)
- LS Lorscher Bienensegen (10. Jahrhundert, Lorsch, altrheinfränkisch)
- MB Mainzer Beichte (vor 962, altrheinfränkisch)
- TSB Trierer Pferdesegen (B; Trierer Spruch; unsicher: 10. Jahrhundert, Trier, arh.-fränkisch und vielleicht altsächsisch)
- TSp Trierer Spruch (Trierer Reimspruch; unsicher: zwischen 1000 und 1025, Trier, altrheinfränkisch., und vielleicht altsächsisch)
- TV Trierer Verse wider den Teufel (unsicher: zwischen 875 und 900, Trier, unsicher: altmoselfränkisch, altrheinfränkisch)

### Altmittelfränkisch
- KI Kölner Inschrift (unsicher: 860, Köln, altmittelfränkisch)
- KT Kölner Taufgelöbnis (unsicher: 811, Köln, altmittelfränkisch)
- MNPs Altsüdmittelfränkische und altostniederfränkische Psalmen (9. Jahrhundert, altsüdmittelfränkisch sowie vielleicht altostniederfränkisch und altsächsisch)
- MNPsA Altsüdmittelfränkische und altostniederfränkische Psalmenauszüge
- TC Trierer Capitulare (zwischen 925 und 975, unsicher: Trier, altmittelfränkisch)

### Altostfränkisch
- FB Fuldaer Beichte (unsicher: 830, 10. Jahrhundert, Fulda, altostfränkisch)
- FF Fuldaer Federprobe (9. Jahrhundert, unsicher: altostfränkisch)
- FT Fränkisches Taufgelöbnis (unsicher: zwischen 775 und 800, altostfränkisch)
- HM Hammelburger Markbeschreibung (777, altostfränkisch)
- LF Lex Salica -Fragment, althochdeutsches (zwischen 800 und 825, altostfränkisch oder altbairisch)
- MG Merseburger Gebetsbruchstück (zwischen 800 und 825, altostfränkisch)
- MZ Merseburger Zaubersprüche (unsicher: 700 und 750, altthüringisch, altostfränkisch)
- PT Pariser Tatianfragmente (830, Fulda, altostfränkisch)
- T Tatian, althochdeutscher (830, Fulda, altostfränkisch oder altalemannisch)
- WB Würzburger Beichte (zwischen 825 und 875, Würzburg, altostfränkisch und vielleicht altniederfränkisch)
- WM Würzburger Markbeschreibungen (8. Jahrhundert, Würzburg, altostfränkisch)

### Altsüdrheinfränkisch
- I Isidor von Sevilla, althochdeutscher (zwischen 775 und 800, unsicher: Lothringen, asrhfrk., altbairisch)
- MF Mondsee(-Wiener)-Fragmente (zwischen 775 und 800, unsicher: Lothringen, asrhfrk./altbairisch)
- O Otfrid (863–871, Weißenburg, asrhfrk.)
- PfB Pfälzer Beichte (unsicher: 10. Jahrhundert, Weißenburg, asrhfrk.)
- RB Reichenauer Beichte (10. Jahrhundert, arh.-fränkisch)
- RhC Rheinfränkische Cantica (unsicher: 900, arh.-fränkisch oder altmittelfränkisch)
- WK Weißenburger Katechismus (unsicher: 790, Worms, asrh.-fränkisch)

### Altbairisch
- A Abrogans (zwischen 775 und 800 altbairisch, Abschrift ca. 830 altalemannisch)
- AB altbairische Beichte (zwischen 800 und 825)
- BR Basler Rezepte (unsicher: 8. Jahrhundert, teilweise altbairisch und altenglisch)
- BB Vorauer Beichte (zwischen 875 und 900)
- BG Altbayerisches Gebet (zwischen 800 und 825, unsicher: Regensburg, teilweise altfränkisch)
- C Carmen ad Deum (zwischen 825 und 875)
- E Exhortatio ad plebem christianam (zwischen 800 und 825)
- FP Freisinger Paternoster (zwischen 800 und 825, Bayern)
- Hi/HL Hildebrandslied (Vorlage unsicher: zwischen 700 und 750, Oberitalien; erhaltenes Manuskript 9. Jahrhundert, Bayern oder Fulda, altbairisch und teilweise altsächsisch)
- I Isidor von Sevilla, althochdeutscher (zwischen 775 und 800, unsicher: Lothringen, asrh.-fränkisch, altbairisch)
- JB Jüngere bayerische Beichte (1000)
- KG Kasseler Gespräche (unsicher: 8. Jahrhundert, Bayern, altbairisch)
- M Muspilli (unsicher: 9. Jahrhundert, 810, 830, altbairisch)
- MF Mondsee(-Wiener)-Fragmente (zwischen 775 und 800, Lothringen, asrh.-fränkisch oder altbairisch)
- OG Otlohs Gebet (nach 1067, altbairisch)
- P Petruslied (Freisinger Bittgesang an den heiligen Petrus; unsicher: zwischen 825 und 875)
- PE Priestereid (unsicher: zwischen 800 und 850, altbairisch)
- PNe Pro Nessia (unsicher: 10. Jahrhundert, altbairisch)
- Psb Psalm 138 (um 930, abayrisch)
- SG Sigiharts Gebet (zwischen 900 und 925, abayrisch)
- W Wessobrunner Schöpfungsgedicht und Gebet (766–800, altbairisch, unsicher: altsächsisch und altenglisch)
- WS Wiener Hundesegen (unsicher: zwischen 900 und 950, altbairisch)

### Altalemannisch
- A Abrogans (zwischen 875 und 900, altbairisch, Abschrift ca. 830 altalemannisch)
- APs Altalemannische Psalmenübersetzung (zwischen 800 und 850, Reichenau am Bodensee)
- B Benediktinerregeln (800, unsicher: St. Gallen)
- BS Blutsegen, Longinussegen (unsicher: zwischen 975 und 1000)
- G Georgslied (zwischen 875 und 900, unsicher: Weißenburg, St. Gallen, Reichenau, Prüm, altalemannisch, altfränkisch, [romanisch])
- GA St. Galler Schularbeit (Brief Ruodperts; zwischen 1000 und 1050, St. Gallen)
- GP St. Galler Paternoster und Credo (zwischen 775 und 800)
- GSch St. Galler Schreibervers (zwischen 850 und 900, St. Gallen)
- GSp St. Galler Sprichwörter (11. Jahrhundert, altalemannisch)
- GV St. Galler Spottverse (zwischen 850 und 900)
- HH Hirsch und Hinde (unsicher: zwischen 975 und 1000, St. Gallen, altalemannisch)
- MH Murbacher Hymnen (zwischen 810 und 817, unsicher: Reichenau, altalemannisch)
- N Notker III. (980–1022, St. Gallen, altalemannisch)
- NP Notker (zusätzliche Textwörter der St. Pauler Bruchstücke, 12. Jahrhundert)
- NGl Notkerglossator (zwischen 1025 und 1050, St. Gallen, altalemannisch)
- NGlP Notkerglossator (zusätzliche Glossen der St. Pauler Bruchstücke)
- Ph Physiologus (zwischen 1050 und 1100)
- WU Weingartener Buchunterschrift (11. Jahrhundert, Weingarten, altalemannisch)

### Langobardisch
- LLang Leges Langobardorum (nach 643 Oberitalien, langobardisch)

### Unzugeordnet
- Cap Capitularia (zwischen 6. und 10. Jahrhundert, unterschiedliche althochdeutsche Sprachzugehörigkeit)
- Gl Glossen (aus mehr als 1100 Handschriften zwischen 700 und 750 und 15. Jahrhundert, unterschiedliche althochdeutsche Sprachzugehörigkeit)
- LAl Lex Alamannorum (unsicher: 712 oder 725, 7. Jahrhundert)
- LBai Lex Baiwariorum (vor 743)
- LRib Lex Ribvaria (unsicher: 7. Jahrhundert, altfränkisch)
- LThur Lex Thuringorum (um 800)
- LVis Leges Visigothorum (7. Jahrhundert)
- PAl Pactus Alamannorum (7. Jahrhundert)
- Straßburger Eide vom 14. Februar 842, jedoch nur in einer verfälschten Abschrift aus dem 10. oder 11. Jahrhundert überliefert